# Iniciativa d'Esquerres
Iniciativa d'Esquerres (Iniciativa de Izquierdas) fue una organización política española de las islas Baleares surgida en junio de 2010 como un escisión de Izquierda Unida de las Islas Baleares (EUIB). En noviembre del mismo año se fusionó con Els Verds de Mallorca para dar lugar a Iniciativa Verds-Equo, Illes Balears.
En 2010 se disolvió el partido. La gran mayoría se integró en el partido político Iniciativa Verds-Equo, Illes Balears, una pequeña parte se integró en la coalición Més per les Illes Balears (Més per Mallorca, Més per Menorca, Ahora Ibiza).

## Origen
El origen de la formación se encuentra en la demanda por parte de la corriente Esquerra XXI, creada en noviembre de 2009 por una treintena de miembros de EUIB, de reafirmar y consolidar la coalición Bloc per Mallorca con el fin evitar que el Partido Popular volviera al Gobierno de las Islas Baleares. Asimismo, de cara al congreso de EUIB del 5 de junio de 2010, la corriente demandó romper la relación federal de esta con Izquierda Unida para potenciar un acercamiento hacia el Bloc. Desde ERC, miembro de dicha coalición, se declaró que EU debería romper esta relación con IU igualmente.
Dentro de esta disyuntiva, a mediados de mayo dimitió el coordinador general de EUIB y miembro de la corriente, David Abril. Finalmente en la asamblea del 16 de mayo de 2010 se escenificó la ruptura del partido en dos sectores, uno que lideró en el congreso del 5 de junio de 2010 la transformación de Izquierda Unida de las Islas Baleares en Esquerra Alternativa i Verda, que mantiene su relación con IU a nivel nacional; y otra formada por Esquerra XXI, independiente de IU, y con los fines por los cuales fue creada la corriente.
Tras estos acontecimientos, el coordinador general de Izquierda Unida Cayo Lara valoró como una equivocación la escisión de EUIB y el presidente balear Francesc Antich comentó que Los partidos de izquierda deben volver a unirse bajo la marca del 'Bloc'.
Entre los miembros más destacados que se unieron a Esquerra XXI se encuentran la consejera del Asuntos Sociales del gobierno balear, Josefina Santiago, el vicepresidente del Consejo de Mallorca Miquel Rosselló, la directora del Instituto de la Mujer balear, Lila Thomàs, y David Abril, excoordinador de EU en las islas.
Finalmente, el 5 de junio de 2010 Esquerra XXI se transformó en el partido Iniciativa d'Esquerres, con David Abril como coordinador. Su congreso fundacional contó con la presencia de Mercè Claramunt Bielsa, vicepresidenta de Iniciativa per Catalunya-Verds y Pasqual Molla, miembro de la dirección de Iniciativa del Poble Valencià y concejal de Elche.
Asimismo manifestó su intención de ofrecer a Els Verds de Mallorca su incorporación a la nueva formación y su empeño en mantener a ERC dentro del Bloc, tras las desavenencias entre esta y el PSM-EN.
El 25 de septiembre de 2010 Iniciativa d'Esquerres participó en la presentación en Zaragoza se la plataforma Espacio Plural, junto a Iniciativa per Catalunya Verds (ICV), Chunta Aragonesista (CHA), Nueva Canarias, Iniciativa del Poble Valencià (IdPV) y Paralelo 36.
A principios de octubre de 2010 se anunció su convergencia con Els Verds de Mallorca para formar un único partido. El 6 de noviembre se celebró la asamblea constituyente del nuevo partido, Iniciativa Verds.